# Santa María Lachixío (kommun)
Santa María Lachixío är en kommun i Mexiko.   Den ligger i delstaten Oaxaca, i den sydöstra delen av landet, 400 km sydost om huvudstaden Mexico City.
Följande samhällen finns i Santa María Lachixío:
- Santa María Lachixío